# Ill Niño
Ill Niño – amerykańska grupa grająca szeroko pojętą muzykę heavymetalową.

## Historia
Grupa powstała 1999 roku w New Jersey pod nazwą El Niño z inicjatywy Dave’a Chaverriego, muzyka znanego wcześniej z występów w grupach Pro-Pain oraz Merauder.
Prawie wszyscy członkowie zespołu w historii jego działalności mają korzenie południowoamerykańskie (są to emigranci osiedleni w Stanach Zjednoczonych). Stanowi to decydujące znaczenie w twórczości zespołu. Zespół łączy w niej od początku gitarowe brzmienie metalu z łagodnymi dźwiękami muzyki latynoamerykańskiej. W warstwie tekstowej grupa posługuje się przede wszystkim językiem angielskim, teksty w tym języku są jednak przeplatane frazami lub zbitkami słownymi pochodzącymi z języka hiszpańskiego (tworząc w rezultacie tzw. „spanglish”). Sama nazwa grupy stanowi połączenie dwóch słów z obu języków: ang. „Ill” (pol. „chory”) oraz hiszp. „Niño” (pol. „dzieciak”).
25 października 2010 odbyła się premiera nowego albumu studyjnego zatytułowanego Dead New World, nakładem Victory Records.
W 2017 członkowie grupy zapowiadali nagrywanie nowego albumu
17 stycznia 2019 został ogłoszony nowy skład, do którego przyjęci zostali Marcos Leal – gitara śpiew (Shattered Sun), Jes DeHoyos – gitara prowadząca (Sons of Texas) i Sal Dominguez – gitara rytmiczna (Upon a Burning Body), a tym samym odeszli dotychczasowi członkowie: wokalista Cristian Machado, prowadzący gitarzysta Ahrue Luster i gitarzysta rytmiczny Diego Verduzco. Dzień później trzej usunięci ze składu muzycy oświadczyli, że odrzucają doniesienia o odejściu ze składu grupy i obiecali kontynuować własną wersję zespołu. 26 marca 2020 wokalista Cristian Machado, gitarzysta prowadzący Ahrue „Luster” Ilustre, gitarzysta rytmiczny Diego Verduzco, perkusista Dave Chavarri i basista Laz Pina oświadczyli, że osiągnęli wiążące porozumienie, zgodnie z którym Chavarri i Pina mogą kontynuować działalność Ill Niño, a Machado, Verduzco i Ilustre podejmą się nowych projektów.
W trakcie 2021 grupa anonsowała premierę kolejnego albumu pt. IllMortals na koniec tego roku nakładem. W 2021 ze składu odszedł Jes DeHoyos, a na początku października 2021 ogłoszono powrót do zespołu Marca Rizzo, który krótko wcześniej odszedł z Soulfly.

## Muzycy
| Obecny skład zespołu - Dave Chavarri – perkusja (1998–) - Lazaro Pina – gitara basowa (1999–) - Daniel Couto – instrumenty perkusyjne (2003–2013, 2019–) - Marcos Leal – śpiew (2019–) - Sal Dominguez – gitara rytmiczna (2019–) - Marc Rizzo – gitara prowadząca (1998–2003, 2021–) |  | Byli członkowie - Daniel Gomez – gitara rytmiczna (1998) - Jorge Rosado – śpiew (1998–1999) - Jardel Martins Paisante – gitara rytmiczna (1999–2006) - Roger Vasquez – instrumenty perkusyjne (1999–2003) - Daniel Couto – instrumenty perkusyjne (2003–2013) - Cristian Machado – śpiew (1999–2019), gitara basowa (1998–1999) - Ahrue Luster – gitara prowadząca (2003–2019) - Diego Verduzco – gitara rytmiczna (2006–2019) - Oscar Santiago – instrumenty perkusyjne (2013-2019) - Jes DeHoyos – gitara prowadząca (2019–2021) |

Oś czasu

## Dyskografia
Albumy studyjne
| Revolution Revolución       | - Data: 18 września 2001 - Wydawca: Roadrunner Records   | –   | –  | –  | - USA: 320 tys.+ |
| Confession                  | - Data: 30 września 2003 - Wydawca: Roadrunner Records   | 37  | –  | –  | - USA: 400 tys.+ |
| One Nation Underground      | - Data: 27 września 2005 - Wydawca: Roadrunner Records   | 101 | –  | –  |                  |
| Enigma                      | - Data: 11 stycznia 2008 - Wydawca: Cement Shoes Records | 145 | 19 | 21 |                  |
| Dead New World              | - Data: 25 października 2010 - Wydawca: Victory Records  | 164 | 22 | 13 |                  |
| Epidemia                    | - Data: 6 listopada 2012 - Wydawca: Victory Records      | –   | –  | 20 |                  |
| Till Death, La Familia      | - Data: 22 lipca 2014 - Wydawca: Victory Records         | 143 | 32 | 18 |                  |
| „–” album nie był notowany. |                                                          |     |    |    |                  |

Minialbumy
| Tytuł                   | Dane dot. albumu                                         |
| ----------------------- | -------------------------------------------------------- |
| Ill Niño                | - Data: styczeń 2000 - Wydawca: C.I.A Records            |
| The Undercover Sessions | - Data: 7 listopada 2006 - Wydawca: Cement Shoes Records |

Kompilacje
| Tytuł                | Dane dot. albumu                                       |
| -------------------- | ------------------------------------------------------ |
| The Best of Ill Niño | - Data: 12 września 2006 - Wydawca: Roadrunner Records |

Albumy wideo
| Tytuł                          | Dane dot. albumu                                        |
| ------------------------------ | ------------------------------------------------------- |
| Live from the Eye of the Storm | - Data: 23 listopada 2004 - Wydawca: Roadrunner Records |

Inne
| Tytuł                                      | Rok  | Utwór                                       | Źródło |
| ------------------------------------------ | ---- | ------------------------------------------- | ------ |
| Faust (ścieżka dźwiękowa)                  | 2001 | „Nothing’s Clear”                           | [ 17 ] |
| Resident Evil (ścieżka dźwiękowa)          | 2002 | „What Comes Around (Day of the Dead Remix)” | [ 18 ] |
| Freddy kontra Jason (ścieżka dźwiękowa)    | 2003 | „How Can I Live”                            | [ 19 ] |
| The Shield: Świat glin (ścieżka dźwiękowa) | 2005 | „Nothing’s Clear”                           | [ 20 ] |
| The Cave (ścieżka dźwiękowa)               | 2005 | „I’ll Find a Way”                           | [ 21 ] |

Single
| „God Save Us”                | 2001 | –  | –   | Revolution Revolución  |
| „What Comes Around”          | 2001 | 28 | 81  | Revolution Revolución  |
| „Unreal”                     | 2001 | –  | 126 | Revolution Revolución  |
| „How Can I Live”             | 2003 | 26 | –   | Confession             |
| „This Time’s for Real”       | 2004 | 36 | –   | Confession             |
| „Cleansing”                  | 2005 | –  | –   | Confession             |
| „What You Deserve”           | 2005 | 33 | –   | One Nation Underground |
| „This Is War”                | 2006 | –  | –   | One Nation Underground |
| „–” singel nie był notowany. |      |    |     |                        |

## Teledyski
| Tytuł                           | Rok  | Reżyseria       |
| ------------------------------- | ---- | --------------- |
| „God Save Us”                   | 2001 | Darren Doane    |
| „What Comes Around”             | 2002 | –               |
| „Unreal”                        | 2002 | –               |
| „How Can I Live”                | 2003 | –               |
| „This Time’s for Real”          | 2004 | Zach Merck      |
| „What You Deserve”              | 2005 | Dale Resteghini |
| „This Is War”                   | 2006 | Dale Resteghini |
| „Alibi of Tyrants”              | 2007 | –               |
| „Me gusta la soledad”           | 2008 | –               |
| „Against the Wall”              | 2010 | Scott Hansen    |
| „Bleed Like You”                | 2011 | –               |
| „Live Like There’s No Tomorrow” | 2014 | –               |
| „Blood Is Thicker Than Water”   | 2015 | –               |
| „Sangre”                        | 2020 | –               |